# كيفن فيرمولين
كيفن فيرمولين (بالهولندية: Kevin Vermeulen)‏ (20 نوفمبر 1990 زفايندريخت هولندا - ) هو لاعب كرة قدم هولندي، يلعب كلاعب وسط.

## روابط خارجية
- كيفن فيرمولين على موقع قاعدة بيانات كرة القدم.إي يو (الإنجليزية)
- كيفن فيرمولين على موقع Soccerway.com (الإنجليزية)
- كيفن فيرمولين على موقع عالم كرة القدم.نت (الإنجليزية)